# Мильки (Черниговская область)
Мильки (укр. Мільки) — село в Прилукском районе Черниговской области Украины. Входит в состав Сухополовской сельской общины. Население — 69 человек. Занимает площадь 0,932 км². 
Код КОАТУУ: 7424181603. Почтовый индекс: 17533. Телефонный код: +380 4637.